# József Borsos
József Borsos (ur. 21 grudnia 1821 w Veszprémie, zm. 19 sierpnia 1883 w Budapeszcie) – węgierski malarz, fotograf.
W wieku 19 lat wyjechał do Wiednia, gdzie podjął studia na Akademii Sztuk Pięknych.
Po zakończeniu studiów rozpoczął karierę malarza portrecisty. Portrety wykonywane przez Borosa był jego najsłynniejszymi dziełami które przyniosły mu sławę oraz popularność. Jednym z pierwszych i najbardziej znanych dzieł artysty są obrazy "Portret Kristófa Hegedűsa" z 1844 roku, "Wino, Kobiety i Miłość" z 1847 oraz "Dziewczynka z Piłką" namalowany w 1850 roku.
W 1861 roku stracił swoje wszystkie oszczędności na wiedeńskiej giełdzie po czym wyjechał do Budapesztu gdzie zamieszkał na stałe. Po przeprowadzce do stolicy Węgier, József odzyskał sławę i renomę artystyczną dzięki malowaniu portretów a także obrazów które wykonywał w żywych realistycznych barwach a także utrzymywaniu harmonii kompozycji która w ówczesnych czasach była ważnym elementem podczas tworzenia dzieł sztuki.
W trakcie swojego pobytu w Budapeszcie otworzył zakład fotograficzny a także restaurację, "Szép Juhászné".
W ciągu następnych lat życia wykonał liczne obrazy które do dziś są wystawiane w licznych galeriach oraz na wystawach malarskich. Do najbardziej znanych dzieł artysty pod koniec życia zalicza się obrazy "List" "Poczta gołębia", "Gwardzista Narodowy" a także "Portret Ferenca Pulszky".
József Borsos zmarł w 1883 roku w wieku 62 lat.